# Rostowanowskoje
Rostowanowskoje (ros. Ростовановское) – wieś w Rosji, w Kraju Stawropolskim, w rejonie kurskim. W 2010 liczyła 1797 mieszkańców.